# Singapore Cup 2005
Der Singapore Cup 2005 war die 8. Austragung des Fußball-Pokalwettbewerbs für singapurische Vereinsmannschaften und geladene Mannschaften. In dieser Saison nahmen insgesamt 13 Mannschaften teil. Titelverteidiger waren die Tampines Rovers.

## Teilnehmer
Insgesamt nahmen 13 Mannschaften teil, 13 Vereine aus der S. League sowie zwei eingeladene Vereine aus Thailand und Indonesien.
| S. League 11 Vereine der S. League | Eingeladene Vereine                                                                |
| - Albirex Niigata (Singapur) - Balestier Khalsa - Brunei DPMM FC - Geylang United - Home United - Paya Lebar Punggol - Tampines Rovers - Sinchi FC - Singapore Armed Forces FC - Woodlands Wellington - Young Lions | Aus Thailand - Provincial Electricity Authority FC Aus Indonesien - Indonesien U23 |

## Vorrunde
| Datum          |                            | Ergebnis |                                     |
| -------------- | -------------------------- | -------- | ----------------------------------- |
| 30. April 2005 | Sinchi FC                  | 2:0      | Brunei DPMM FC                      |
| 7. Mai 2005    | Woodlands Wellington       | 2:0      | Tampines Rovers                     |
| 9. Mai 2005    | Balestier Khalsa           | 0:1      | Home United                         |
| 14. Mai 2005   | Paya Lebar Punggol         | 1:2      | Indonesien U23                      |
| 21. Mai 2005   | Albirex Niigata (Singapur) | 1:0      | Provincial Electricity Authority FC |
| 18. Juni 2005  | Young Lions                | 1:0      | Geylang United                      |

## Viertelfinale
| Datum             |                           | Gesamt |                            | Hinspiel | Rückspiel |
| ----------------- | ------------------------- | ------ | -------------------------- | -------- | --------- |
| 2./9. Juli 2005   | Tampines Rovers           | 5:3    | Young Lions                | 3:1      | 2:2       |
| 19./22. Juli 2005 | Singapore Armed Forces FC | 9:1    | Indonesien U23             | 3:0      | 6:1       |
| 20./23. Juli 2005 | Sinchi FC                 | 1:4    | Home United                | 1:3      | 0:1       |
| 26./29. Juli 2005 | Woodlands Wellington      | 6:5    | Albirex Niigata (Singapur) | 5:3      | 1:2       |

## Halbfinale
| Datum                |                      | Gesamt |                           | Hinspiel | Rückspiel |
| -------------------- | -------------------- | ------ | ------------------------- | -------- | --------- |
| 16./19. August 2005  | Home United          | 4:3    | Tampines Rovers           | 2:3      | 2:0       |
| 5./9. September 2005 | Woodlands Wellington | 3:2    | Singapore Armed Forces FC | 2:2      | 1:0       |

## Finale
| Datum            |             | Ergebnis |                      |
| ---------------- | ----------- | -------- | -------------------- |
| 6. November 2005 | Home United | 3:2      | Woodlands Wellington |

| Paarung  | Home United – Woodlands Wellington |
| Ergebnis | 3:2 (0:1) |
| Datum    | 6. November 2005 |
| Stadion  | Nationalstadion Singapur, Singapur |
| Tore     | 0:1 Lucian Dronca (7.) 1:1 Indra Sahdan Bin Daud (60.) 2:1 Fadzuhasny Juraimi (63.) 2:2 Azmi Mahamud (78.) 3:2 Indra Sahdan Bin Daud (90.+3') |